# John Tate (matematyk)
John Torrence Tate (ur. 13 marca 1925 w Minneapolis, zm. 16 października 2019 w Lexington) – amerykański matematyk, profesor Uniwersytetu Harvarda i Uniwersytetu Teksańskiego w Austin. Laureat m.in. Nagrody Wolfa (2003) i Nagrody Abela (2010).

## Życiorys
W 1946 ukończył studia licencjackie na Uniwersytecie Harvarda, a w 1950 studia doktoranckie na Uniwersytecie w Princeton (studiował pod kierunkiem Emila Artina). Później do 1953 wykładał na Uniwersytecie w Princeton, następnie przez rok był profesorem wizytującym na Uniwersytecie Columbia, a od 1954 wykładał na Harvardzie. W latach 50. został jednym z nielicznych niefrancuskich matematyków w grupie Nicolas Bourbaki, od 1990 do przejścia na emeryturę w 2009 był profesorem Uniwersytetu Teksańskiego w Austin. Zajmował się teorią liczb i geometrią algebraiczną. Jego imieniem nazwano wiele pojęć używanych w tych dziedzinach. Jednym z jego zainteresowań naukowych były krzywe eliptyczne. 

## Nagrody
W 1956 otrzymał Nagrodę Cole’a, w 1995 Nagrodę Steele’a, w 2003 Nagrodę Wolfa, a w 2010 Nagrodę Abela za wybitne osiągnięcia w dziedzinie teorii liczb.